# Европол
Европол (англ. Europol) — полицейская служба Европейского союза, расположенная в Гааге. Основными задачами службы являются координация работы национальных служб в борьбе с международной организованной преступностью и улучшение информационного обмена между национальными полицейскими службами. Среди основных направлений работы Европола можно выделить борьбу с терроризмом, нелегальной торговлей оружием, наркоторговлей, торговлей людьми, детской порнографией и отмыванием денег.
С февраля 2020 года Европол координирует работу полицейских служб 27 стран — членов Европейского союза.
В Европоле на данный момент числятся порядка 630 сотрудников, из них около 120 офицеров связи Европола (англ. Europol Liaison Officer, ELO), откомандированных в Европол государствами-членами ЕС в качестве представителей их национальных правоохранительных органов.

## История
Создание единой полицейской службы Европейского союза было предусмотрено ещё в 1992 Маастрихтским соглашением. С 3 января 1994 года служба существовала в ограниченном виде, как «Подразделение Европола по борьбе с незаконным оборотом наркотиков» (англ. Europol Drug Unit). В 1998 году все страны-члены Евросоюза ратифицировали Конвенцию о Европоле и с 1 июля 1999 года началась полноценная работа службы. Первым директором Европола был немецкий юрист Юрген Сторбек. С февраля 2005 года этот пост занимал Макс-Петер Ратцель. 6 апреля 2009 года новым директором Европола стал Роб Уэйнрайт. 1 мая 2018 года директорский пост заняла Катрин де Болл.
С 1 января 2010 года Европол стал Агентством ЕС, что увеличило его возможности, поставив его в то же время под более строгий контроль Европарламента.
1 июля 2011 года Европол переехал в новую штаб-квартиру в Гааге. На её открытии присутствовала королева Нидерландов, главы полицейских ведомств в странах ЕС и в государствах, подписавших договоры о сотрудничестве с Европолом.

## Организация

### Цели, задачи и финансирование
Цели Европола сформулированы в главе II Конвенции о Европоле. Основной целью является повышение эффективности работы национальных служб и их сотрудничества в предотвращении и борьбе с терроризмом, нелегальным оборотом наркотиков и другими проявлениями международной организованной преступности. В контексте борьбы с торговлей людьми Европол занимается обработкой и анализом собранной информации по Балканам, странам Западной Африке, Украине (см. торговля людьми на Украине) и Молдавии. Помимо оперативной работы Европол вовлечён в организацию деятельности экспертного сообщества по борьбе с торговлей людьми; он также проводит совместные расследования вместе с национальными правоохранительными органами и координирует их операции на межевропейских границах. В дополнение к этому Европол имеет соглашения о сотрудничестве с рядом государств, которые не являются членами Европейского союза, например, с Канадой, Исландией, Монако и США.  
Достижение поставленных целей предусматривает решение следующих задач:
- облегчение информационного обмена между национальными службами,
- сбор, обработка и анализ информации,
- незамедлительное информирование национальных служб,
- информационная поддержка расследований, проводимых странами-участниками,
- поддержка необходимой информационной инфраструктуры, баз данных.

Начиная с 2002 года Европол имеет право принимать участие в совместных расследованиях стран-участников, а также требовать от них проведения расследований.
Европол финансируется входящими в него странами пропорционально величине валового национального продукта .

### Европол в России
В 2004 г. приказом МВД России № 859 в структуре Интерпола при МВД России был создан Российский национальный контактный пункт по взаимодействию с Европолом.
Задача этого пункта — обмен информацией между компетентными органами Российской Федерации (МВД, ФСБ, ФТС, УКОН, Росфинмониторинг) и Европолом.
Стратегическое соглашение о сотрудничестве между Российской Федерацией и Европейской полицейской организацией было подписано на саммите Россия — ЕС в Риме 6 ноября 2003 года.
Данный международный договор распространяется на такие виды преступлений: как терроризм и его финансирование, незаконный оборот наркотиков, имущественные и финансовые преступления, включая легализацию преступных доходов и фальшивомонетничество, незаконная миграция, преступления в сфере высоких технологий.
Благодаря сотрудничеству МВД России и Европола — нарабатывается нормативно-правовая база, обучаются кадры, проводятся стажировки, консультации, семинары.
Бюджет Европола:
- 2001 г. 35,4 млн. Евро;
- 2003 г. 58,8 млн. Евро;
- 2009 г. 68.1 млн. Евро;
- 2010 г. 80.0 млн. Евро.

## Критика Европола
Многие[какие?] правозащитники и юристы, специализирующиеся на защите частной информации, критикуют Европол за ведение банка данных подозреваемых и банка рабочих данных для целей анализа, поскольку это противоречит принципу «презумпции невиновности».

## Европол и скандалы
Свой первый серьёзный кризис Европол пережил в 2001 году — в июне того года полиция Нидерландов взяла под временный арест главу IT-департамента Европола француза Николя Пунье (фр. Nicolas Pougnet). Офицер обвинялся в мошенничестве и подделке документов. Махинации впервые были обнаружены во время аудиторской проверки данных 1999 года. В результате последовавшего внутреннего расследования обнаружилось, что не менее 250000 DM, выделенных на новое компьютерное оборудование, были переведены на частные счета за границей, в том числе на счета офшорных компаний на Бермудах. Материалы расследования были переданы голландской полиции. Этот скандал случился в самое неподходящее время — страны-участники Европола собирались существенно расширить его полномочия и увеличить бюджет.